# Sabin Evuțianu
Sabin Evuțianu (n. 1889, Pecica – d. 1977, a fost un deputat în Marea Adunare Națională de la Alba Iulia, organismul legislativ reprezentativ al „tuturor românilor din Transilvania, Banat și Țara Ungurească”, cel care a adoptat hotărârea privind Unirea Transilvaniei cu România, la 1 decembrie 1918.:p. 77

## Biografie
Sabin Evuțianu a studiat studiat la Facultatea din Budapesta, iar din 1911 a fost profesor la Institutul pedagogic din Caransebeș, peste doi ani acesta a devenit profesor de pedagogie la Preparandia din Arad. A colaborat la revista „Biserica și Școala” și la ziarul „Românul”. Din 1919 a fost directorul Liceului „Traian Doda” din Caransebeș, iar din 1923 a devenit inspector școlar al județului Timiș, funcție deținută până în anul 1946. Acesta a fost, de asemenea, și președinte al Astrei din Banat.:p. 16

## Activitatea politică

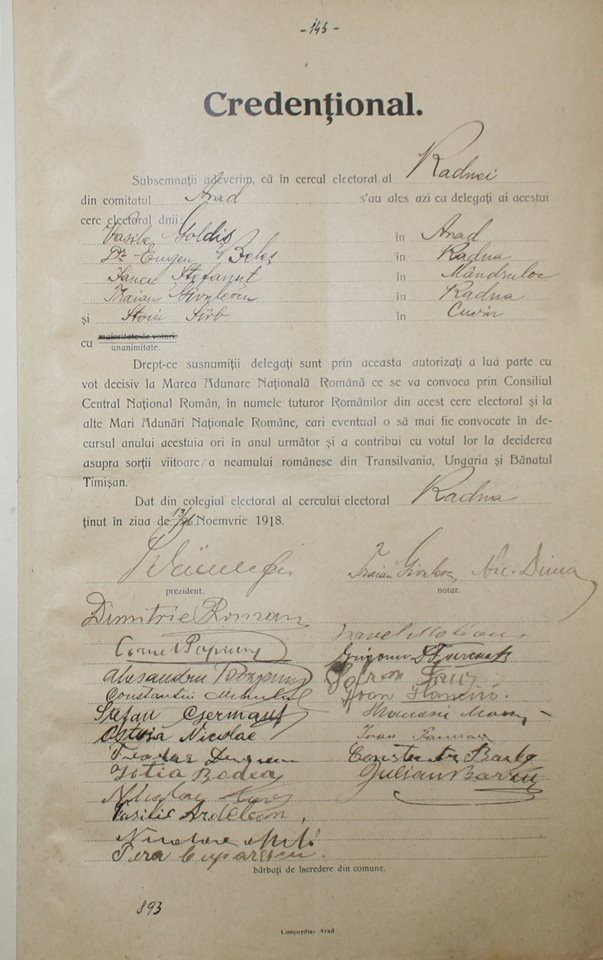
Credențional

Ca deputat în Adunarea Națională din 1 decembrie 1918 a reprezentat, ca delegat de drept, Institutul pedagogic greco-ortodox român din Arad.:p. 77:p. 16